# Lorica (Religion)
Lorica oder auch Lorica-Gebet ist eine ursprünglich aus vorchristlichen religiösen Traditionen stammende Art des Segens- bzw. Schutzgebets. Der Begriff Lorica ist lateinisch und bedeutet eigentlich (Brust-)Panzer, vgl. dazu das auf dieselbe Wurzel zurückgehende altgriechische Wort Thorax, Brustkorb. Mit dem Begriff Lorica soll ausgedrückt werden, dass die Worte des Gebets wie ein Panzer vor allem Bösen schützen sollen.
Vor allem im keltischen Christentum bzw. der keltischen Kirche wurde die Lorica als Gebetsform gepflegt. Formal ist die Lorica als Hymne gestaltet und stellt daher eigentlich ein Schutzlied dar. Am bekanntesten ist die Lorica des heiligen Patrick. In Irland wird diese Lorica am Patrickstag sowohl bei der heiligen Messe als auch während der Parade gesungen. Der Überlieferung nach sollen der Heilige Patrick und seine Anhänger dieses Gebet auf ihrem Weg nach Tara zum König Laoghaire gesungen haben. Weniger bekannt ist dagegen die sog. Klosterneuburger Lorica.

## Lorica des Heiligen Patrick
Diese Lorica ist ein in zwei Varianten überlieferter Hymnus, von denen die eine unter Sankt Patricks Brustpanzer bekannt ist.  Die bekanntere Variante trägt den Titel Fáeth Fiada (Wie der Hirsch schreit) und beginnt mit den Worten „Ich erhebe mich heute“.
Es gilt als sicher, dass man diese Lorica als Morgengebet verwendete. Ferner wird vermutet, dass sie von Gildas geschaffen wurde. Viele Formulierungen dieser Lorica sind heute typisch für die sog. irischen Segen, vor allem die Wendungen der vorletzten Strophe. Eine teilweise Vertonung liefert Arvo Pärt in seinem Chorstück The Deer’s Cry.
Ich erhebe mich heute 
 Durch gewaltige Kraft, durch Anrufung der Dreifaltigkeit, 
 Durch Glauben an die Dreiheit, 
 Durch Bekennen der Einheit 
 Des Schöpfers. 

Ich erhebe mich heute 
 Kraft der Geburt Christi und seiner Taufe, 
 Kraft seiner Kreuzigung und seiner Grablegung, 
 Kraft seiner Auferstehung und seiner Himmelfahrt, 
 Kraft seiner Wiederkunft beim Jüngsten Gerichte. 

Ich erhebe mich heute 
 Kraft der Liebe der Cherubim, 
 Des Gehorsams der Engel, 
 Der Unterwürfigkeit der Erzengel, 
 Der Hoffnung auf Lohn bei der Auferstehung, 
 Kraft der Gebete der Patriarchen, 
 Kraft der Wahrsagungen der Propheten, 
 Kraft der Predigten der Apostel, 
 Kraft des Glaubens der Bekenner, 
 Kraft der Unschuld der heiligen Jungfrauen, 
 Kraft der Taten der Gerechten. 

Ich erhebe mich heute 
 Kraft der Himmel, 
 Des Lichtes der Sonne, 
 Des Glanzes des Mondes, 
 Des Leuchtens des Feuers, 
 Des Eilens des Blitzes, 
 Des Sausens des Windes,
 Der Tiefe des Meeres, 
 Der Festigkeit der Erde, 
 Der Härte der Felsen. 

Ich erhebe mich heute, 
 Kraft Gottes, der mich lenken möge. 
 Gottes Macht erhalte mich aufrecht, 
 Gottes Weisheit führe mich, 
 Gottes Auge schaue auf mich, 
 Gottes Ohr höre mich, 
 Gottes Wort spreche für mich, 
 Gottes Hand schütze mich, 
 Gottes Weg liege vor mir, 
 Gottes Schild schirme mich, 
 Gottes Heerschar rette mich,

Vor Schlingen des Teufels, 
 Vor Versuchungen der Sünde, 
 Vor Lockungen des Fleisches, 
 Vor jedem, der mir übel will, 
 Nah und fern, 
 Allein und in der Menge. 

Ich rufe heute alle jene Gewalten an, 
 mich vor diesen Übeln zu schützen, 
 Vor jeder grausamen und erbarmungslosen Macht, 
 die meinen Leib und meine Seele bedroht, 
 Vor Beschwörungen falscher Propheten, 
 Vor den schweren Gesetzen der Heiden, 
 Vor den falschen Gesetzen der Irrlehrer, 
 Vor der Kunst der Götzendiener, 
 Vor den Zaubersprüchen der Frauen und Schmiede und Druiden, 
 Vor jeder Wissenschaft, die des Menschen Leib und Seele verdirbt. 

Christus schütze mich heute 
 Gegen Gift, gegen Feuer, 
 Gegen Wasser, gegen Wunden, 
 Daß mir reichlich Belohnung zuteil werde. 

Christus sei mit mir, Christus vor mir, Christus hinter mir, 
 Christus sei in mir, Christus sei unter mir, Christus sei über mir, 
 Christus sei mir zur Rechten, Christus mir zur Linken, 
 Christus sei, wo ich liege, Christus, wo ich sitze, 
 Christus, wo ich mich erhebe, 
 Christus sei im Herzen eines jeden, der meiner gedenkt, 
 Christus sei im Munde eines jeden, der von mir spricht, 
 Christus sei in jedem Auge, das mich sieht, 
 Christus sei in jedem Ohr, das mich hört. 

Ich erhebe mich heute 
 Durch gewaltige Kraft, 
 Durch Anrufung der Dreifaltigkeit, 
 Durch Glauben an die Dreiheit, 
 Durch Bekennen der Einheit 
 Des Schöpfers.